# Miriam Michelson

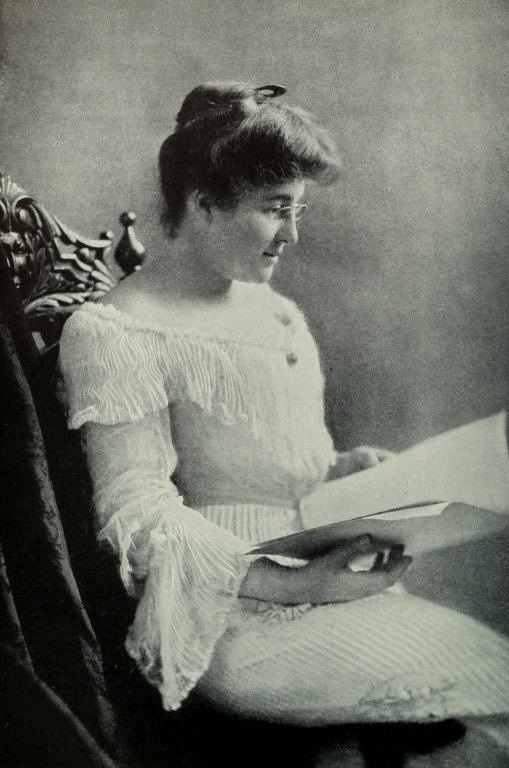
Miriam Michelson

Miriam A. Michelson (* 3. Oktober 1870 in Murphy’s Camp, Kalifornien; † 28. Mai 1942 in San Francisco, Kalifornien) war eine US-amerikanische Autorin und Journalistin.

## Leben
Michelson kam im Goldgräber-Dorf Murphy’s Camp (heute Murphy) im Calaveras County (Kalifornien) zur Welt. Ihre Eltern, der Kaufmann Samuel Michelson und Rosalie Przylubska, hatten sich nach ihrer Flucht vor Pogromen in ihrer Heimatstadt Strelno (heute Strzelno, Polen) dort niedergelassen. Michelson hatte sieben Geschwister: darunter ihr ältester Bruder, der spätere Physiker Albert Abraham Michelson und ihr jüngster Bruder Charles Michelson, der spätere Journalist und Sekretär von Präsident Franklin D. Roosevelt.
Mit 25 Jahren wurde Michelson 1895 eine der ersten Journalistinnen der Zeitung San Francisco Call und wechselte nach drei Jahren in die Redaktion des San Francisco Bulletin. 1902 engagierte man sie als Redakteurin der Tageszeitung The North American in Philadelphia (Pennsylvania). und dieses Amt hatte sie bis 1904 inne. Mit ihren Artikeln unterstützte sie immer wieder die Frauenbewegung, sie setzte sich für Frauenrechte ein und arbeitete dabei auch mit Charlotte Perkins Gilman zusammen, mit der sie eine lange Freundschaft verband.
Ab 1904 arbeitete Michelson weniger als Journalistin denn mehr als Schriftstellerin. Ihr Erstling „In the Bishop’s carriage“ erschien 1904 und wurde von ihren Lesern sehr gelobt. Auch ihre nächsten Veröffentlichungen wurden in den Feuilletons gut besprochen und von ihren Lesern hochgelobt.
Während des Ersten Weltkriegs arbeitete Michelson in sozialen Organisationen San Franciscos. Sie starb am 28. Mai 1942 und fand ihre letzte Ruhestätte auf dem Cypress Lawn Memorial Park von Colma (San Mateo County) in Kalifornien. Ihre Grabstelle wurde inzwischen aufgelöst.

## Rezeption
Zwischen 1895 und 1904 war Michelson eine erfolgreiche Journalistin und bekannt als Unterstützerin der Frauenbewegung. Ab 1904 konzentrierte sie sich auf ihre literarischen Werke, mit denen sie sich ebenfalls sehr gut ihren Lebensunterhalt verdienen konnte. Ihr bekanntestes Werk – In the Bishop’s Carriage – inspirierte den Dramatiker Channing Pollock 1907 zu seinem gleichnamigen Theaterstück. Dieses wiederum sah der Regisseur James Searle Dawley, war begeistert und drehte 1913 danach seinen ebenfalls gleichnamigen Stummfilm. 1920 erfuhr Dawleys Film durch den Regisseur Maurice S. Campbell ein Remake mit dem Titel She could’t help it.

## Werke (Auswahl)
Romane
- In the bishop’s carriage. New York 1904.
  - Deutsch: Im Wagen des Bischofs. Engelhorn, Stuttgart 1906 (übersetzt von Berta Pogson)
- The Madigans. New York 1904 (illustriert von Orson Lowell)
- Yellow journalist. New York 1905.
- Anthony Overman. New York 1906.
- Michael Thwaite’s wife. New York 1909 (illustriert von Cole Philipps)
- The awakening of Zojas. New York 1910.
- Petticoat king. New York 1929.
- The wonderlode of silver and gold. New York 1934.

Sammlung
- Lori Harrison-Kahan (Hrsg.): The superwoman and other writings of Miriam Michelson. University Press, Detroit, Mich. 2019, ISBN 978-0-8143-4358-6.